# 井上智晶
井上 智晶（いのうえ ともあき、1979年10月12日 - ）は、岩手めんこいテレビのアナウンサー。報道制作局報道部記者も兼任している。

## 略歴
2004年岩手めんこいテレビ入社（同期に現高知さんさんテレビアナウンサーの玉井新平）。
2009年7月から宮古支局勤務となる。
宮古支局では報道番組用の取材など、記者業務を中心に行っているが、以後もアナウンサーとして勤務しており、盛岡本社に戻った際、ニュースを担当。岩手県内の地上波放送局（mitを含むIBC、TVI、IAT）において、局アナが盛岡以外で勤務するのはその当時、異例でもあった。
2011年の東日本大震災では、発生時にカメラを持って高台に移動し、津波が押し寄せる様子を映像に収めている。
2014年7月、支局勤務を解かれ本社に復帰。
2018年9月 北海道胆振東部地震への取材応援へ参加。
2011年以降、めんこいテレビに在籍している千田剛裕は前述・玉井と共に2004年度FNN・FNS系列アナウンサーでの同期にあたる（千田は秋田テレビの元アナウンサー）。

## 現在の出演番組
- mit Live News - メインキャスター（主に木・金曜）

## 過去の担当・出演番組
岩手めんこいテレビ
- mitプライムニュース
- 山・海・漬
- A.B.C-Zの雨ニモマケ-Z
- サタデーファンキーズ [3]

その他
- 東日本大震災9年関連特番 "死者ゼロ"目指せ〜デジタル新時代のメディア連携とは〜（2020年3月8日、NHK総合）[1][2][4]
  - 日本放送協会（NHK）・フジテレビジョン・Yahoo! JAPANとの共同企画番組。フジテレビアナウンサーの伊藤利尋とNHKアナウンサーの井上あさひとともに出演（いずれも放送時点）[1][2]。
- 岩手/宮城/福島合同特別番組 明日への羅針盤〜震災から9年 復興の現在地〜（2020年3月8日、福島テレビ）[5]
  - 岩手めんこいテレビ・仙台放送との共同企画番組。福島テレビアナウンサーの坂井有生と仙台放送アナウンサーの寺田早輪子とともに出演（いずれも放送時点）。